# Gråfalk
Gråfalk (Falco hypoleucos) är en hotad fågel i familjen falkar som förekommer i Australien.

## Utseende och läten
Gråfalken är en medelstor (33–43 cm) satt falk med långa vingar och kort stjärt. Fjäderdräkten är övervägande grå med svarta handpennor. Armpennprna är grå med tio mörkbruna vågiga band. Undersidan kan vara mer gråvit. På huvudet syns vitaktig strupe, ett smalt svart mustaschstreck och ofta svart streckning kring det bruna ögat. Näbben är blåaktig, gul vid roten, vaxhuden orange och benen gula eller gulorange. Lätet är ett högljutt, upprepat "kek".

## Utbredning och systematik
Fågeln förekommer sparsamt i torra och halvtorra områden med spridda träd i Australien. Den behandlas som monotypisk, det vill säga att den inte delas in i några underarter.

## Status
IUCN kategoriserar arten som sårbar.